# Kotschya
Kotschya és un gènere de plantes fabàcies, el nom del gènere és pel botànic Theodor Kotschy. Recentment s'ha associat al gènere monofilètic informal Dalbergia del clade Dalbergieae. Conté les següents espècies:
- Kotschya aeschynomenoides (Baker) Dewit & P.A. Duvign.
- Kotschya africana Endl.
- Kotschya bullockii Verdc.
- Kotschya capitulifera (Baker) Dewit & P.A. Duvign.
- Kotschya carsonii (Baker) Dewit & P.A. Duvign.
- Kotschya coalescens Dewit & P.A. Duvign.
- Kotschya eurycalyx (Harms) Dewit & P.A. Duvign.
- Kotschya goetzei (Harms) Verdc.
- Kotschya imbricata Verdc.
- Kotschya longiloba Verdc.
- Kotschya lutea (Porteres) Hepper
- Kotschya micrantha (Harms) Hepper
- Kotschya ochreata (Taub.) Dewit & P.A. Duvign.
- Kotschya oubanguiensis (Tisser.) Verdc.
- Kotschya parvifolia (Burtt Davy) Verdc.
- Kotschya perrieri (R. Vig.) Verdc.
- Kotschya platyphylla (Brenan) Verdc.
- Kotschya princeana (Harms) Verdc.
- Kotschya prittwitzii (Harms) Verdc.
- Kotschya recurvifolia (Taub.) F. White
- Kotschya scaberrima (Taub.) Wild
- Kotschya schweinfurthii (Taub.) Dewit & P.A. Duvign.
- Kotschya speciosa (Hutch.) Hepper
- Kotschya stolonifera (Brenan) Dewit & P.A. Duvign.
- Kotschya strigosa (Benth.) Dewit & P.A. Duvign.
- Kotschya strobilantha (Baker) Dewit & P.A. Duvign.
- Kotschya suberifera Verdc.
- Kotschya thymodora (Baker f.) Wild
- Kotschya uguenensis (Taub.) F. White
- Kotschya uniflora (A. Chev.) Hepper